# Влашич, Йошко
Йошко Влашич (хорв. Joško Vlašić; 22 июля 1956, Сплит, СФР Югославия) — югославский легкоатлет, специализировавшийся на десятиборье. Победитель Средиземноморских игр 1983. После окончания карьеры — тренер. Известен как тренер своей дочери, прыгуньи в высоту Бланки Влашич.

## Биография

### Спортивная карьера
Родился в 1956 году в Сплите. Начинал заниматься лёгкой атлетикой в местном клубе «ASK Split». Его тренер Анте Тешия решил, что у Влашича хорошее будущее в десятиборье. По его словам, Влашич был скептически настроен в отношении своих перспектив в спорте, но был цепким, любил тренироваться и результаты пришли быстро.
В последующие годы Влашич стал сильнейшим югославским десятиборцем, выиграв пять подряд национальных чемпионатов с 1979 по 1983 год. В 1979 году Влашич завоевал бронзовую медаль на проходивших в его родном Сплите Средиземноморских играх. На следующих играх в Касабланке в 1983 году он завоевал золото. В том же году у Влашича родилась дочь Бланка, названная так в честь города, в котором прошли игры. В 1983 году он также принимал участие в  чемпионате мира в Хельсинки, где занял 16 место.
Личный рекорд Влашича в 7659 баллов, установленный на Балканских играх в Измире в июне 1983 года, до сих пор остаётся на 2019 год национальным рекордом Хорватии.

### Тренерская карьера
В 1982 году Влашич окончил факультет физической культуры Загребского университета. Он работал тренером в своём родном клубе «ASK Split», а затем преподавателем физкультуры в нескольких начальных и средних школах в Сплите. С 1994 по 2001 он являлся фитнес-тренером баскетбольного клуба Сплит. С 2006 года работает тренером в хорватской федерации лёгкой атлетики. Был личным тренером таких спортсменов, как спринтер Джюлияно Колудра, теннисистка Елена Костанич, кикбоксер Марк Жая, баскетболист Никола Вуйчич.

## Личная жизнь
Супруга — Венера — чемпионка страны по лыжным гонкам. У пары четверо детей: дочь — Бланка (р. 1983) — чемпионка мира и Европы по прыжкам в высоту, призёр Олимпийских игр. Сыновья: Марин (р. 1986) — баскетболист и тренер по фитнесу, Лука (р. 1992) и Никола (р. 1997) — профессиональный футболист, игрок сборной Хорватии.